# Марк Фульвій Нобіліор
Марк Фульвій Нобіліор (лат. Marcus Fulvius Nobilior; ? — після 179 до н. е.) — військовий, державний та політичний діяч Римської республіки, консул 189 року до н. е.

## Життєпис
Походив з впливового роду Фульвіїв.
У 195 році до н. е. став курульним еділом. У 193 році до н. е. — претором. Як пропреторську провінцію отримав Ближню Іспанію. За успішні проти іберів отримав у 191 році до н. е. овацію.
У 189 році до н. е. його обрано консулом разом з Гнеєм Манлієм Вульсоном і доручено вести війну з Етолійським союзом. Нобіліор з успіхом її завершив (захопив Амбракію та о. Кефалонію), за що отримав від сенату тріумф. У цьому поході Фульвія супроводжував поет Квінт Енній.
У 179 році до н. е. його обрано цензором разом з Марком Емілієм Лепідом. Він відновив храм Геркулеса і муз у Цирку Фламінія, намагався зробити римський календар більш широко відомим. Був великим шанувальником грецького мистецтва і культури, перевіз багато його шедеврів до Риму, зокрема картину «Музи» Зевксіса.

## Зауваження
1. ↑  Згодом, син Марка добився для Еннія у 184 році до н. е. прав римського громадянина.

## Родина
- Марк Фульвій Нобіліор, консул 159 року до н. е.
- Квінт Фульвій Нобіліор, консул 153 рок удо н. е.